# Stanley Gibbons

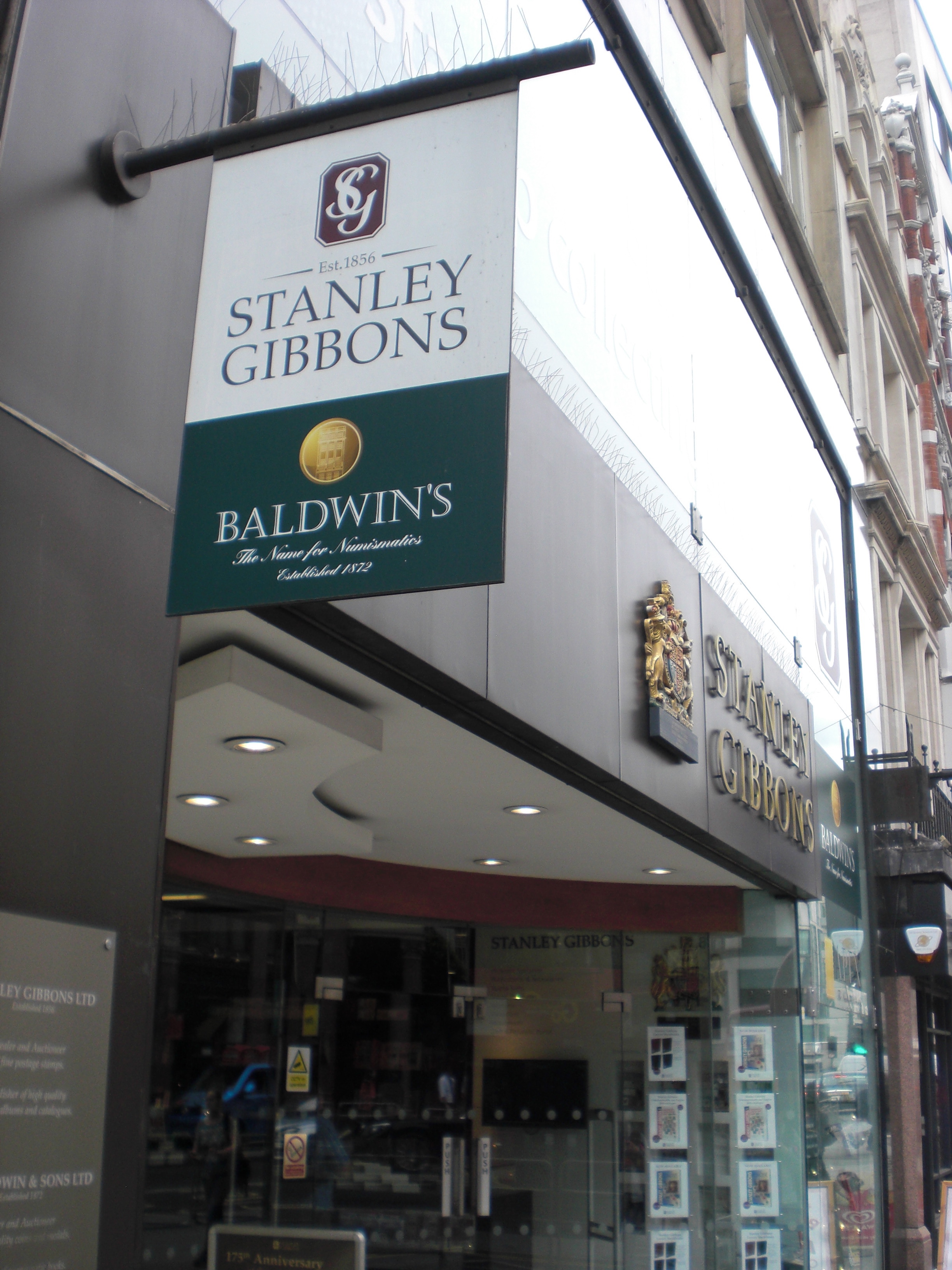
Sede de Stanley Gibbons en Londres

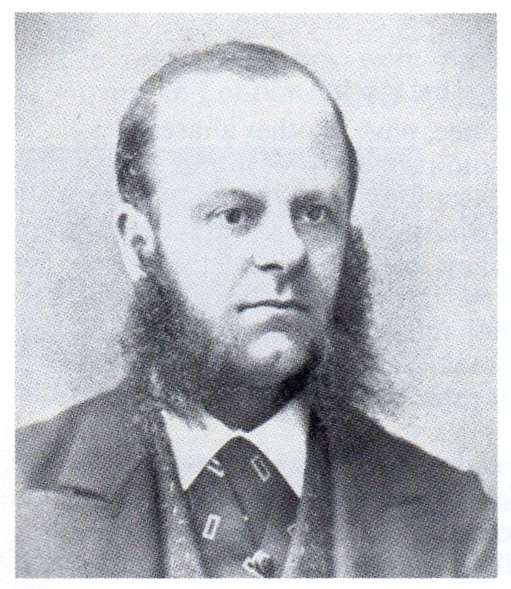
Edward Stanley Gibbons (1840-1913), fundador de la empresa

Stanley Gibbons Group plc es una empresa inglesa que cotiza en la Bolsa de Londres especializada en la venta al por menor de sellos postales y productos relacionados con la filatelia. La subsidiaria filatélica de la compañía, Stanley Gibbons Limited, tiene una orden real de nombramiento de la reina Isabel II. 

## Historia

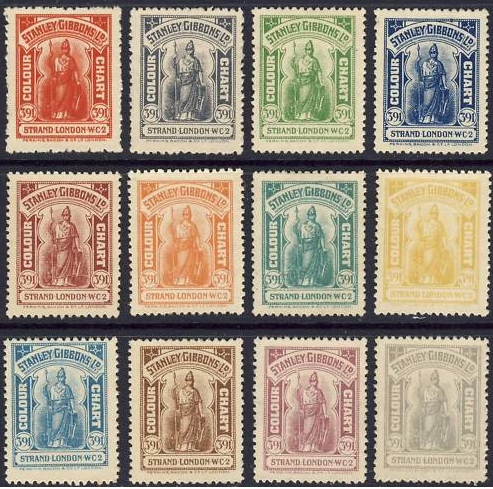
Stanley Gibbons colour guide stamps impresa por Perkins Bacon

El negocio comenzó cuando Edward Stanley Gibbons estando empleado como asistente en la farmacia de su padre en Plymouth creó un contador de venta de estampillas, en 1856. En 1863, compró a dos marineros una gran cantidad de raros sellos triangulares del Cabo de Buena Esperanza.
En 1874, Gibbons se mudó a una casa cerca de Clapham Common en el sur de Londres y en 1876 se mudó nuevamente a Gower Street en Bloomsbury, cerca del Museo Británico. Para 1890, Stanley Gibbons deseaba retirarse y vendió el negocio a Charles Phillips por £ 25,000 (equivalente a £ 2.6 millones de 2016). Entonces Phillips se convirtió en director general, con Gibbons como Presidente. En 1891 abrió una tienda en el 435 de la calle Strand.
En 1914, la compañía recibió una orden real de Jorge V. En 1956, la compañía celebró su centenario con una exposición en el Hotel Waldorf inaugurada por Sir John Wilson. Es en ese año que la reina Isabel II le otorgó una autorización real a Stanley Gibbons Ltd. como su filatelista.
En 1967, la empresa se expandió a los Estados Unidos en un joint venture con Whitman Publishing, produciendo una revista y diversos catálogos. Al año siguiente, la Stanley Gibbons Limited se lanzó al mercado de valores a través de una licitación organizada por S.G. Warburg & Co. Ltd. obteniendo un notable éxito.

## Catálogos de estampillas

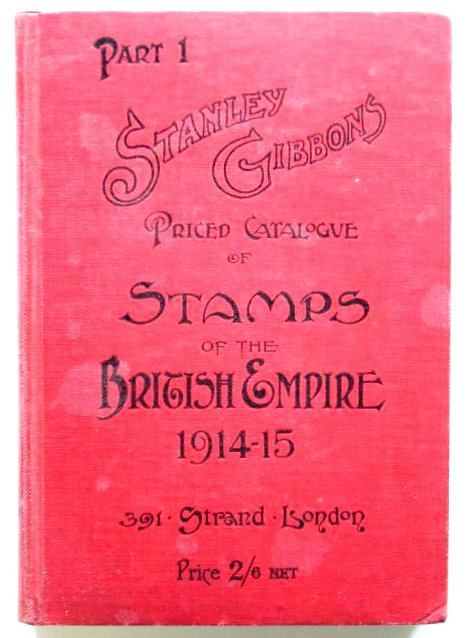
Portada de una edición de 1914-15 del catálogo "Part One" del Imperio Británico

El primer catálogo filatélico de Stanley Gibbons fue una lista de precios de un centavo emitida en noviembre de 1865 y reeditada a intervalos mensuales durante los próximos 14 años. La compañía produce numerosos catálogos que cubren diferentes países, regiones y especialidades, muchos de ellos son reeditados anualmente. Los catálogos enumeran todas las ediciones conocidas de estampillas, incluyendo sus precios.

## Revistas filatélicas
Gibbons Stamp Monthly es una revista que presenta nuevas emisiones y publica artículos de interés para los filatelistas. Gibbons ha creado diversas publicaciones a lo largo de los años, pero solo mantuvo a Gibbons Stamp Monthly como su revista principal hasta 1927. El 23 de enero de 2009, Gibbons adquirió la revista filatélica comercial The Philatelic Exporter de Heritage Studios Limited.

## Negocio de estampillas al por menor
Además de sus publicaciones, Stanley Gibbons es un distribuidor de estampillas a través de un negocio minorista ubicado en Strand en sus oficinas del centro de Londres, la cual ofrece sellos antiguos y nuevas ediciones. También producen su propia línea de productos filatélicos, como álbumes, coleccionables y demás accesorios. 

## Casa de subastas
La compañía también es una casa de subastas filatélica que realiza miles de ventas internacionales desde su establecimiento en 1901.